# Mitra flavocingulata
Mitra flavocingulata is een slakkensoort uit de familie van de Mitridae. De wetenschappelijke naam van de soort is voor het eerst geldig gepubliceerd in 1938 door Lamy.